# Максић
Максић је српско презиме. Значајни људи са презименом су:
- Миливоје Максић (1928–2003), југословенски дипломата, политичар и писац
- Ненад Максић (рођен 1972), српски рукометни тренер и играч